# Eerste Slag bij Donaldsonville
De Eerste Slag bij Donaldsonville vond plaats op 9 augustus 1862 nabij Ascension Parish, Louisiana tijdens de Amerikaanse Burgeroorlog.

## Achtergrond en slag
Na een aantal incidenten waarbij Noordelijke schepen op de Mississippi beschoten werden nabij Donaldsonville, Louisiana besliste de Noordelijke marine om vergeldingsacties uit te voeren. David G. Farragut stuurde een boodschap naar de stad met zijn intenties om de stad te bombarderen. Hij gaf de stad de tijd om de vrouwen en kinderen te laten evacueren. Hij liet zijn schepen hun ankers uitwerpen voor de stad en opende het vuur met kanonnen en mortieren. Farragut stuurde eveneens een detachement aan land om hotels, huizen en haveninstallaties in brand te steken. Na het bombardement vertrokken de schepen.

## Bron
- National Park Service - Donaldsonville

 Fort Sumter · Santa Rosa Island · Fort Pulaski · Forten Jackson en St. Philip · New Orleans · Secessionville · Simmon's Bluff · Tampa · Baton Rouge · 1ste Donaldsonville · St. John's Bluff · Georgia Landing · 1ste Fort McAllister · Fort Bisland · Irish Bend · Vermillion Bayou · 1ste Charleston Harbor · 1ste Fort Wagner · Grimball's Landing · 2de Fort Wagner · 2de Charleston Harbor · 2de Fort Sumter · Plains Store · Port Hudson · LaFourche Crossing · 2de Donaldsonville · Kock's Plantation · Stirling's Plantation · Fort Brooke · Gainesville · Olustee · Natural Bridge